# Курт Куно
Курт Куно (на немски: Kurt Cuno) е немски офицер, служил по време на Първата и Втората световна война.

## Биография

### Ранен живот и Първа световна война (1914 – 1918)
Курт Куно е роден на 27 август 1896 година в Цвайбрюкен, Германска империя.
През 1915 г., по време на Първата световна война, се присъединява към 4-ти баварски инженерен батальон от баварската армия, а през следващата година става офицерски кадет.

#### Междувоенен период и Втора световна война (1939 – 1945)
Служи в Райхсвера, между 1937 и 1939 г. командва 1-ва рота от 25-и танков полк, през 1940 г. командва 1-ви танков полк и същата година оглавява един от отделите на Главно командване на сухопътните войски. От края на 1940 г. до 22 януари 1942 г. командва 39-и танков полк. Разболява се докато служи на Източния фронт. Завръща се на активна служба едва в края на декември 1942 г. като командир на мобилните войски в 13-и военен окръг (на немски: Wehrkreis XIII). Между 8 август 1943 и 19 май 1944 г. командва 233-та танкова дивизия от резерва. От 1944 г. до края на войната служи като генерал на механизирани войски към ОКХ.

##### Пленяване и смърт
Пленен е на 8 юни 1944 г. Освободен е от Съюзниците през 1947 г. Умира в 14 юли 1961 г. в Мюнхен, Германия.

## Военна декорация
| - Германски орден „Железен кръст“ (1914) – II (?) и I степен (?) - Германска „Значка за раняване“ (?) – черна (?) - Германски орден „Кръст на честта“ (?) - Медал Судетия (?) - Германски орден Железен кръст (1939, повторно) – II (1 юли 1941) и I степен (10 юли 1941) | - Германска Танкова значка (?) - Германски медал „За зимна кампания на изтока 1941/42 г.“ (?) - Германски орден „Германски кръст“ (1942) – златен (14 януари 1942) - Рицарски кръст (18 януари 1942) |